# August 2019
Portal Geschichte | Portal Biografien | Aktuelle Ereignisse | Jahreskalender | Tagesartikel

◄ |
20. Jahrhundert |
21. Jahrhundert

◄ |
1980er |
1990er |
2000er |
2010er
| 2020er | 2030er | 2040er

◄ |
2015 |
2016 |
2017 |
2018 |
2019
| 2020 | 2021 | 2022 | 2023 | ►

◄ |
Mai 2019 |
Juni 2019 |
Juli 2019 |
August 2019 |
September 2019 |
Oktober 2019 |
November 2019 |
►
Dieser Artikel behandelt tagesbezogene Nachrichten und Ereignisse im August 2019.

## Tagesgeschehen

### Donnerstag, 1. August 2019
- Rom/Italien: Qu Dongyu tritt als Nachfolger von José Graziano da Silva sein Amt als Direktor der Ernährungs- und Landwirtschaftsorganisation der Vereinten Nationen (FAO) an.
- Wacken/Deutschland: Beginn des Wacken Open Air (bis 3. August)

### Freitag, 2. August 2019

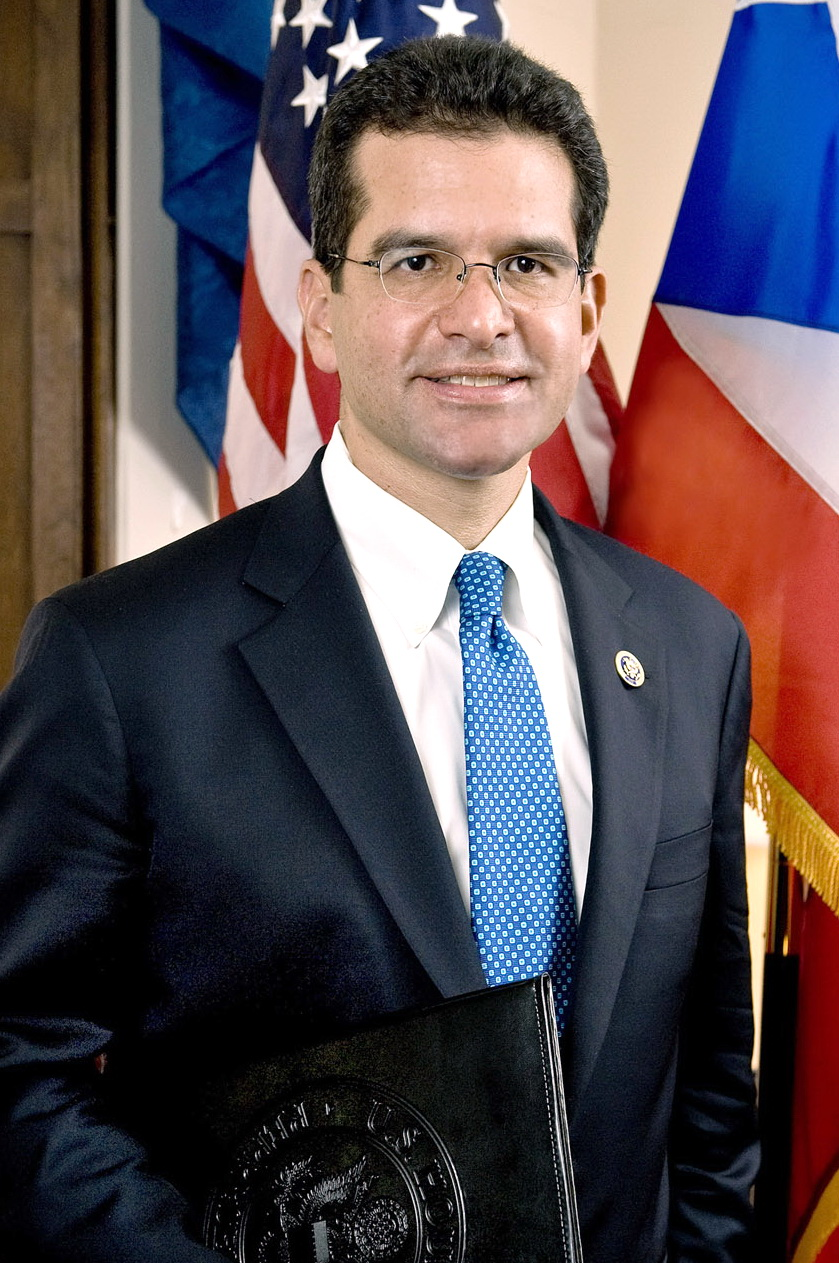
Pedro Pierluisi (2009)

- San Juan/Puerto Rico: Angekündigter Rücktritt von Gouverneur Ricky Rosselló. Als sein Nachfolger wird Pedro Pierluisi vereidigt.[1]
- Washington, D.C./Vereinigte Staaten: Der im Februar 2019 angekündigte Austritt der Vereinigten Staaten (USA) und Russlands aus dem INF-Vertrag tritt in Kraft.
- Washington, D.C./Vereinigte Staaten: Die US-Regierung und die EU einigen sich auf ein Handelsabkommen. Weitere Sonderzölle sollen nicht zwischen der EU und den Vereinigten Staaten erhoben werden. Die EU lenkte beim Import von US-amerikanischem Rindfleisch, Sojabohnen und Flüssigerdgas ein.[2][3]
- Stuttgart/Deutschland: Die Deutsche Umwelthilfe beantragt zur Durchsetzung des Diesel-Urteils (Aufnahme von Fahrverbotszonen für Euro-5-Diesel im Luftreinhalteplan der Landeshauptstadt) beim Verwaltungsgericht Stuttgart Zwangshaft gegen Mitglieder der Landesregierung von Baden-Württemberg.[4]

### Samstag, 3. August 2019
- Cardiff/Vereinigtes Königreich: Letzter Tag der Fußballweltmeisterschaft der Obdachlosen
- Dortmund/Deutschland: Im Spiel um den DFL-Supercup setzt sich Borussia Dortmund im Signal Iduna Park gegen Bayern München durch.
- Graz/Österreich: Letzter Tag der Weltmeisterschaft im Unterwasser-Rugby[5]
- El Paso/Vereinigte Staaten: Bei einem Attentat in einem Einkaufscenter sterben 20 Menschen, weitere 26 werden verletzt.[6]

### Sonntag, 4. August 2019
- Dayton, Ohio/Vereinigte Staaten: Bei einer Schusswaffen-Attacke in einem Ausgehviertel sterben um 1:00 Uhr Ortszeit zehn Menschen – darunter die Schwester des Angreifers und der Täter selbst. Weitere 16 Menschen werden verletzt.[7]
- Luxemburg/Luxemburg: Die neue Saison der BGL Ligue, der höchsten Spielklasse im Fußball, wird eröffnet.

### Montag, 5. August 2019
- Jammu und Kashmir: Die indische Regierung erklärt den Artikel 370, in dem die verfassungsrechtlichen Sonderrechte Jammus und Kashmirs festgeschrieben sind, mit sofortiger Wirkung für aufgehoben.
- Peking/Volksrepublik China: Im Handelskonflikt zwischen den Vereinigten Staaten und der Volksrepublik China senkt die chinesische Regierung die landeseigene Währung Renminbi.[8]

### Dienstag, 6. August 2019

Entwicklung der Dürre des Oberbodens (oberste 25 cm des Bodens) in Deutschland 2018 in Halbmonatsschritten.

- Washington, D.C./Vereinigte Staaten: Die USA frieren das gesamte Vermögen der venezolanischen Regierung in den USA ein.[10]
- München/Deutschland: Laut Recherchen von report München wird nach dem zweiten Dürrejahr in Folge in Teilen von Deutschland das Trinkwasser knapp.[11]

### Mittwoch, 7. August 2019
- Locarno/Schweiz: Beginn des Locarno Festivals (bis 17. August)
- Hongkong/Volksrepublik China: Aufgrund der anhaltenden und sich ausweitenden Proteste in Hongkong warnt die chinesische kommunistische Regierung vor einem Militäreinsatz.[12]
- San Juan/Puerto Rico: Der oberste Gerichtshof erklärt die fünf Tage zuvor erfolgte Übernahme des Gouverneurpostens durch Pedro Pierluisi für nicht verfassungsgemäß. Als Nachfolgerin wird Wanda Vázquez Garced vereidigt.

### Donnerstag, 8. August 2019
- Paris/Frankreich: Der Weltklimarat IPCC stellt seinen Sonderbericht über Klimawandel und Landsysteme vor.[13]
- Sewerodwinsk/Russland: Auf einem Gelände 40 Kilometer westlich der Stadt, auf dem Raketen für Atom-U-Boote getestet werden, kommt es zu einer Explosion. Bei dem Unfall werden zwei Militärangehörige und fünf Mitarbeiter der Behörde Rosatom getötet. Die Stadtverwaltung stellt nach dem Unfall kurzzeitig erhöhte Dosisleistung fest.[14]

### Freitag, 9. August 2019

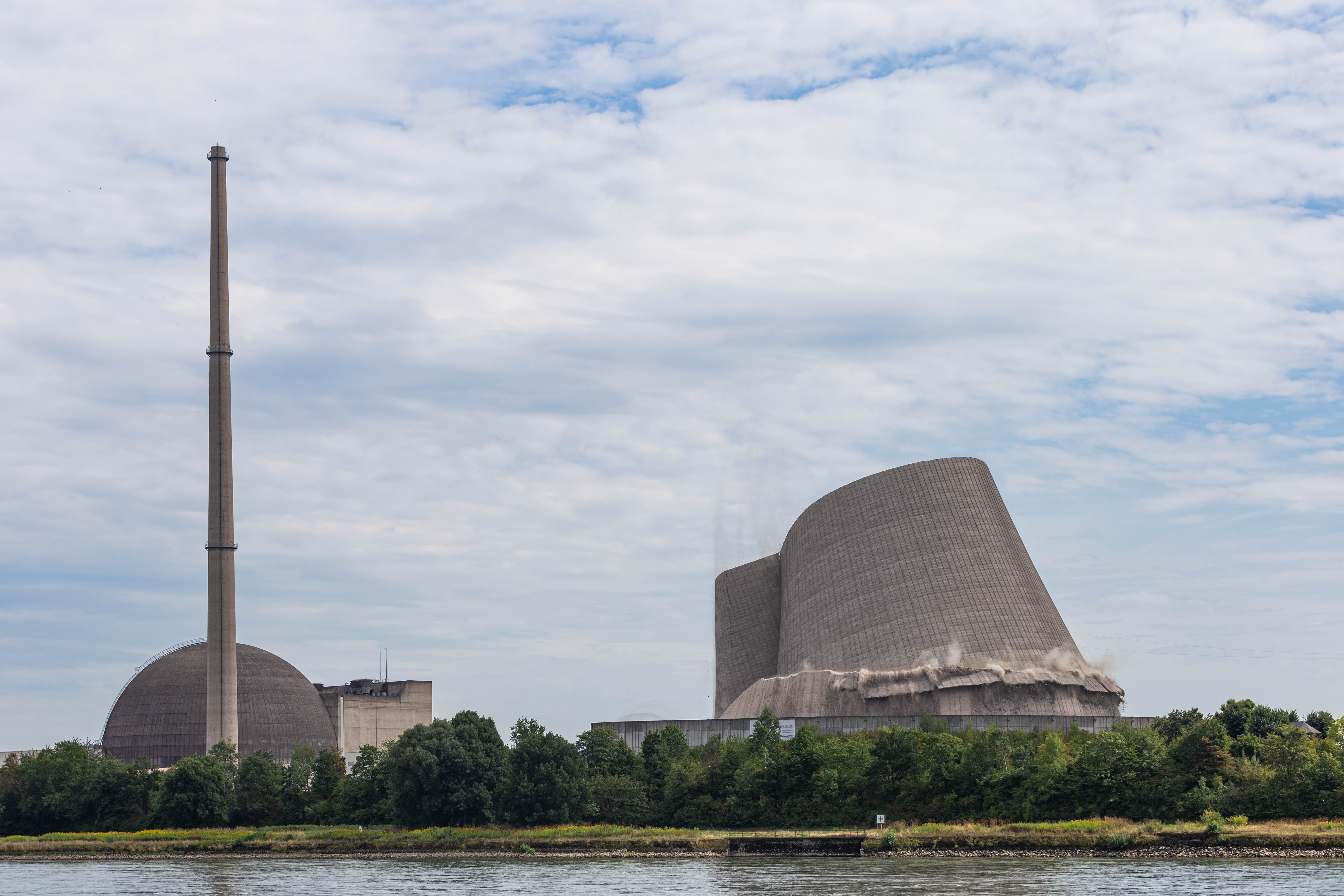
Einstürzender Kühlturm

- Mekka/Saudi-Arabien: Beginn des diesjährigen Haddsch (bis 14. August).[15]
- Mülheim-Kärlich/Deutschland: Der Kühlturm des stillgelegten Kernkraftwerks wird zum Einsturz gebracht.
- Warschau/Polen: Der wegen mutmaßlich privaten Flügen auf Staatskosten in die Kritik geratene Parlamentspräsident Marek Kuchciński tritt zurück.[16]
- Deutschland: Die 1. Hauptrunde des DFB-Pokals 2019/20 startet.
- Zhejiang/Volksrepublik China: Der Taifun Lekima trifft in der Region Zhejiang auf das chinesische Festland und verursacht hohe Sachschäden. Über 50 Menschen sterben durch die vom Taifun verursachte Flutwelle.[17]

### Samstag, 10. August 2019
- Bærum/Norwegen: Ein Rechtsextremist greift bewaffnet mit mehreren Schusswaffen eine Moschee an. Er wird von Gläubigern überwältigt und anschließend festgenommen. Zuvor hatte er seine Stiefschwester zu Hause getötet.[18]

### Sonntag, 11. August 2019
- Alkmaar/Niederlande: Letzter Tag der UEC-Straßen-Europameisterschaften
- Guatemala-Stadt/Guatemala: Bei der Stichwahl der Präsidentschaftswahl wählen rund acht Millionen wahlberechtigte Bürger zwischen Sandra Torres und Alejandro Giammattei einen Nachfolger für den Präsidenten Jimmy Morales.[19]
- Hermosa Beach/Vereinigte Staaten: Verleihung der Teen Choice Awards 2019[20]
- Islamische Welt: Erster Tag des Opferfests (bis 15. August)
- Kiew/Ukraine: Letzter Tag der Europameisterschaften im Wasserspringen[21]
- Lima/Peru: Letzter Tag der Panamerika-Spiele
- Moskau/Russland: Letzter Tag der Beachvolleyball-EM

### Mittwoch, 14. August 2019
- Istanbul/Türkei: Im Spiel um den UEFA Super Cup schlägt der FC Liverpool den FC Chelsea.

### Donnerstag, 15. August 2019

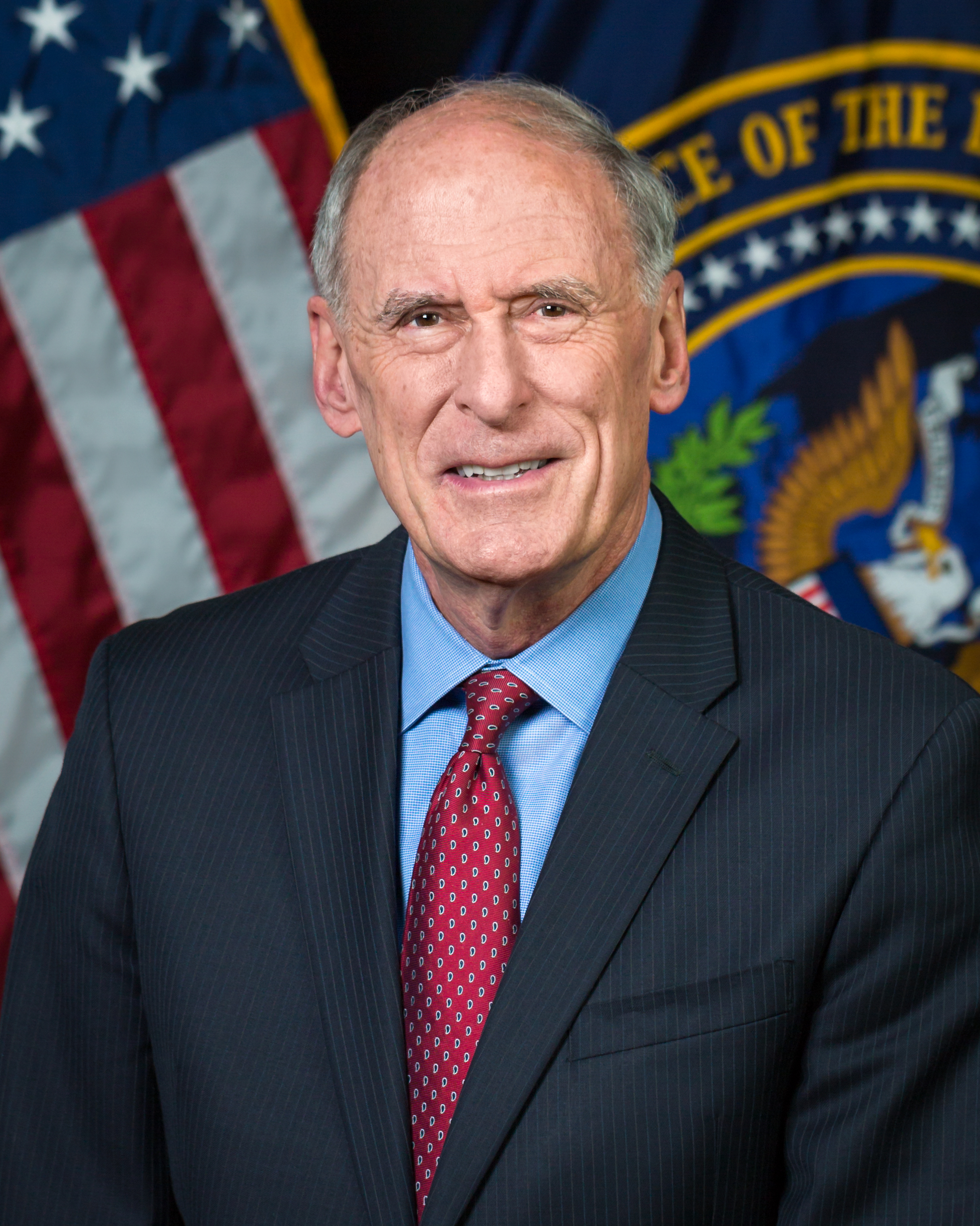
Dan Coats (2017)

- Bremen/Deutschland: Andreas Bovenschulte wird als Nachfolger von Carsten Sieling zum Bremer Bürgermeister und damit zum Regierungschef des Bundeslandes gewählt. Er steht an der Spitze einer rot-rot-grünen Koalition.
- Washington, D.C., Vereinigte Staaten: Dan Coats gibt sein Amt als Direktor der nationalen Nachrichtendienste auf, Nachfolger wird Joseph Maguire.

### Freitag, 16. August 2019
- München/Deutschland: Der FC Bayern München und Hertha BSC eröffnen die neue Spielzeit der Fußball-Bundesliga.
- München/Deutschland: Der bisherige Produktionsvorstand Oliver Zipse tritt die Nachfolge von Harald Krüger als Vorstandsvorsitzender von BMW an.

### Samstag, 17. August 2019
- Kosmodrom Jiuquan/Volksrepublik China: Erfolgreicher Erstflug der kleinen Trägerrakete Jielong-1.
- Locarno/Schweiz: Beim Locarno Film Festival wird der Film Vitalina Varela von Pedro Costa mit dem Goldenen Leoparden ausgezeichnet. Den Leopard für die beste Darstellerin erhält die Schauspielerin Vitalina Varela für Vitalina Varela, den Leopard für den besten Darsteller Regis Myrupu für A Febre von Maya Da-Rin.[22]
- Winterthur/Schweiz: Bei der Faustball-Weltmeisterschaft der Herren holt die deutsche Mannschaft die Goldmedaille, Österreichs Team gewinnt die Silbermedaille und Brasilien Bronze.[23]
- Kabul/Afghanistan: Über 60 Menschen sterben und weitere rund 100 Menschen werden verletzt bei einem Selbstmordanschlag auf einer Hochzeit.[24]

### Montag, 19. August 2019
- Münchenstein/Schweiz: Beginn der Badminton-WM (bis 25. August)
- Rabat/Marokko: Beginn der Afrikaspiele (bis 31. August)

### Dienstag, 20. August 2019
- Rom/Italien: Ministerpräsident Giuseppe Conte tritt zurück
- Köln/Deutschland: Beginn der Gamescom, der weltweit größten Messe für Computer- und Videospiele

### Mittwoch, 21. August 2019
- Frankfurt am Main/Deutschland: Beginn des Strafprozesses gegen Alexander Falk.
- Khartum/Sudan: Der elfköpfige Souveräne Rat übernimmt vom, seit dem Putsch vom April 2019 herrschenden Militärrat die Führung des Landes. Geleitet wird er von Abdel Fattah Burhan, einem General.[25] Neuer Regierungschef wird der Wirtschaftsexperte Abdalla Hamdok.[26]
- Ludwigshafen am Rhein/Deutschland: Beginn des Festivals des deutschen Films (bis 8. September)
- Szeged/Ungarn: Beginn der Kanurennsport-WM (bis 25. August)
- Hachiōji/Japan: Letzter Tag der Kletterweltmeisterschaft[27]

### Donnerstag, 22. August 2019

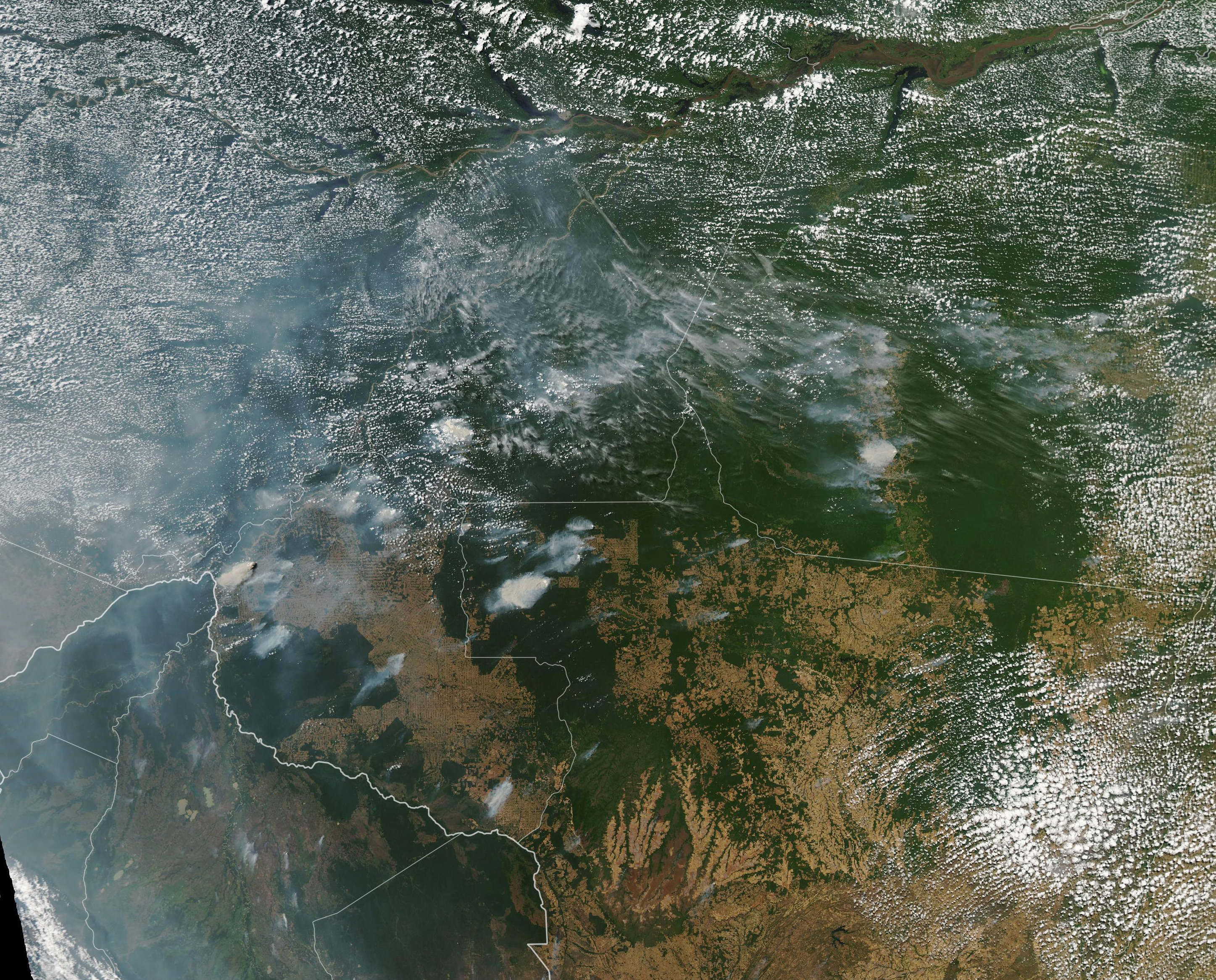
Waldbrände in Rondônia, Amazonas, Pará und Mato Grosso (11. und 13. August)

- Salvador da Bahia / Brasilien: Nach massiven Rodungen in den Vormonaten wüten Waldbrände im Amazonas-Regenwald von Brasilien und teils auch in den Nachbarstaaten und im angrenzenden Feuchtgebiet Pantanal während der lateinamerikanischen „Klimawoche“.[28]

### Samstag, 24. August 2019
- Antwerpen/Belgien: Endspiel der Feldhockey-EM der Herren
- Dresden/Deutschland: Unteilbar-2019-Demonstration[29]
- Biarritz/Frankreich: G7-Gipfel, bis 26. August[30]
- Torrevieja/Spanien: Auftakt der Vuelta a España (bis 15. September)

### Sonntag, 25. August 2019
- Antwerpen/Belgien: Endspiel der Feldhockey-EM der Damen (Offizielle Website)
- Ottensheim/Österreich: Beginn der Ruder-WM (bis 1. September)
- Rotterdam/Niederlande: Letzter Tag der Europameisterschaften im Dressur- und Springreiten
- Tokio/Japan: Beginn der Judo-WM (bis 1. September)
- Zug/Schweiz: Schlusstag des Eidgenössischen Schwing- und Älplerfests[31]

### Montag, 26. August 2019
- New York City/Vereinigte Staaten: Beginn der US Open (bis 8. September)

### Dienstag, 27. August 2019
- Rabat/Marokko: Im Stade Moulay Abdallah findet das Kugelstoßen der Männer bei den Afrikaspielen 2019 statt. Dabei nehmen zwölf Kugelstoßer aus acht Ländern teil. Die Goldmedaille gewinnt Chukwuebuka Enekwechi mit 21,48 m, was auch ein neuer Rekord der Afrikaspiele ist. Silber geht an Mohamed Magdi Hamza mit 20,85 m und die Bronzemedaille gewinnt Mostafa Amr Hassan mit 20,74 m.

### Mittwoch, 28. August 2019
- Boca Chica/Vereinigte Staaten: Die Versuchsrakete Starhopper des Raumfahrtunternehmens SpaceX absolviert gegen 0 Uhr (MESZ) erfolgreich ihren zweiten und letzten Testflug.
- Venedig/Italien: Beginn der Internationalen Filmfestspiele (bis 7. September)

### Donnerstag, 29. August 2019
- Europa: Start der neuen Saison der Champions Hockey League
- Hannover/Deutschland: Start der Deutschland Tour (bis 1. September)
- Kiew/Ukraine: Oleksij Hontscharuk wird neuer Ministerpräsident des Landes.
- Monaco: Auslosung der Gruppenphase der UEFA Champions League
- Seoul/Südkorea: Das oberste Gericht des Landes entscheidet in den Berufungsverfahren gegen die ehemalige Präsidentin Park Geun-hye, deren Vertraute Choi Soon-sil und den Samsung-Erben Lee Jae-yong.[32]

### Freitag, 30. August 2019
- Hilversum/Niederlande: Der Fernsehsender NPO 1 gibt bekannt, dass der Eurovision Song Contest 2020 im Ahoy Rotterdam ausgetragen wird.
- Monaco: Auslosung der Gruppenphase der UEFA Europa League

### Samstag, 31. August 2019
- Peking/VR China: Beginn der Basketball-WM (bis 15. September)
- Tórshavn/Färöer: Parlamentswahl
- Berlin/Deutschland: Panda-Weibchen Meng Meng bringt im Zoologischen Garten Berlin Zwillinge zur Welt.